# Rhoptropus benguellensis
Rhoptropus benguellensis — вид геконоподібних ящірок родини геконових (Gekkonidae). Ендемік Анголи і Намібії.

## Поширення і екологія
Rhoptropus benguellensis мешкають на заході Анголи, від ГЕС Lauca в провінції Маланже на південь до Бенгели. Вони живуть в лісистих саванах міомбо, серед скельних виступів. Зустрічаються на висоті від 700 до 1000 м над рівнем моря.